# Sebastián Schon
Sebastián Schon (Buenos Aires, 6 de mayo de 1963)
es un músico argentino. Se desempeñó como saxofonista de Soda Stereo y de Miguel Mateos-ZAS. Vinculado a Gustavo Cerati y Juan Pollo Raffo, entre otros músicos. Con este último formó la banda El Güevo. Ha acompañado a otros artistas en más de 35 álbumes y grabado un álbum solista, Dos puntos (2007).

## Biografía
Schon estudió en Berklee College of Music. En 1987 se relacionó con Cachorro López (compartían la banda de Miguel Mateos-ZAS), con quien trabajó desde entonces en adelante. En 2007 edita su primer álbum solista, Dos puntos. Hizo la música del cortometraje Ojos de fuego dirigida por Jorge Gaggero.

## Discografía seleccionada

### Solista
- 2007: Dos puntos.

### Con otros artistas
- 1984: Por la vida, de María Rosa Yorio.
- 1986: Signos, de Soda Stereo.
- 1986: Acné, de Juan Carlos Baglietto.
- 1987: El güevo, de El Güevo.
- 1992: Manuel Wirzt, de Manuel Wirzt.
- 1992: Persona a persona, de Manuela Bravo.
- 1994: Magia, de Manuel Wirzt.
- 2000: Si quieres saber quién soy, de Alejandro Lerner.
- 2003: Buen viaje, de Alejandro Lerner.
- 2004: Demos año 1994 y 2001 + bonus.
- 2006: Limón y sal, premio Grammy y Grammy Latino, de Julieta Venegas.
- 2006: Retrato, de Paulina Rubio.
- 2006: Miénteme una vez más, de Paulina Rubio.
- 2006: Sin final, de Paulina Rubio.
- 2012: Choque, de Moura-Sergi.
- 2017: Apocalipsis Zombi, del Cuarteto de Nos.